# حفل توزيع جوائز الأوسكار الأول
حفل توزيع جوائز الأوسكار الأول هو حفلٌّ نظّمته أكاديمية فنون وعلوم الصور المتحركة لتكريم أفضل الأفلام التي صدرت عام 1927 و1928. أقيم الحفل بتاريخ 16 مايو 1929 في عشاءٍ خاصٍّ تمت اسضافته في فندق هوليوود روزفيلت في هوليوود، لوس أنجلوس. مُضيف الحفل كان دوجلاس فيربانكس، رئيس أكاديمية فنون وعلوم الصور المتحركة حينها. كانت قيمة التذكرة خمسة دولاراتٍ. حضر الحدث 270 شخصًا، واستمرت مراسم تقديم الجوائز مُدّة خمسة عشر دقيقةً. مُبتكر الجوائز كان لويس بي. ماير، مؤسس مؤسسة أفلام لويس ماير (اندمجت في الوقت الحاضر مع ثلاثة شركات لتُصبح مترو غولدوين ماير). كان هذا حفل توزيع جوائز الأوسكار الوحيد الذي لم يتمّ بثّه على الإذاعة أو التفلزيون.
أثناء الحفل قدّمت أكاديمية فنون وعلوم الصور المتحركة جوائز الأكاديمية (التي تشتهر حاليًّا باسم جائزة الأوسكار) تحت إثنتي عشرة فئةً. أُعلنت أسماء الفائزين قبل ثلاثة أشهرٍ من الحدث. بعض الترشيحات أُعلن عنها دون الإشارة إلى فيلمٍ مُعيّن، مثل المرشّحان رالف هامراس ونوجينت سلوتر، اللذان رُشّحا عن فئة التأثيرات الهندسيّة التي توقف تقديمها الآن. على عكس الاحتفالات التالية، يُمكن أن ينال الممثل أو المخرج جوائز لأكثر من عملٍ في نفس السنة. على سبيل المثال، أُعطي الممثل أميل جانينجز جائزة أفضل ممثلٍ لعمله في كل من فيلمي طريق اللحم والمهمّة الأخيرة. فضلًا عن ذلك، تلقّى تشارلي تشابلن ووارنر برذرز الجائزة الفخريّة لكلٍّ منهما.
من ضمن الفائزين في الحفل كان فيلم السماء السابعة وفيلم شروق الشمس: قصّة بشريَّين اللذان تلقيا ثلاث جوائزٍ، وفيلم أجنحة الذي تلقّى جائزتين. ضمن هذا التكريم، فاز فيلم شروق الشمس: قصّة بشريَّين عن فئة الإنتاج الفنّي والإبداعي وفاز فيلم أجنحة عن فئة الفيلم المُتميّز (تُعرف حاليًّا باسم أفضل فيلم)، هاتان الفئتان كان يُنظر لهما في ذلك الوقت بأنهما بنفس مستوى أعلى جوائز تلك الليلة ويُهدف بهما لتكريم مُختلف جوانب صناعة الأفلام المُميّزة بنفس القدر من الأهميّة. في العام التالي، ألغت الأكاديمية فئة الإنتاج الفنّي والإبداعي، وقررت على نحوٍ رجعيٍّ أن الجائزة التي فاز بها فيلم أجنحة كانت أرفع وسامٍ يُمكن أن يُمنح.

## خلفية
تأسست أكاديمية فنون وعلوم الصور المتحركة (AMPAS) في سنة 1927، وقد أسّسها لويس ماير، مُنشئ مؤسسة أفلام لويس ماير التي انضمّت لاحقًا إلى ثلاثة شركات لتُصبح مترو غولدوين ماير (MGM). كان هدف ماير من إنشاء الجائزة توحيد فروع صناعة السينما الخمسة، التي تشمل الممثلين، والمخرجين، والمُنتجين، والفنّيين، والكُتّاب. علّق ماير على إنشاء الجوائز قائلًا: «لقد وجدت أنّ أفضل طريقةٍ لمعاملة [صنّاع الأفلام] هي بتعليق ميداليّاتٍ عليهم جميعًا... إذا أعطيتُهم كؤوسًا وجوائزًا فإنهم سيقتلون أنفسهم لأجل إنتاج ما أُريد. لهذا السبب أُنشئت جائزة الأكاديمية». طلب ماير من سيدريك جيبونز، المخرج الفنّي لمترو غولدوين ماير، تصميم تمثال جائزة الأكاديمية. أُعلنت الترشيحات عن طريق البرقيّات في فبراير 1928. وفي أغسطس 1928، تواصل ماير مع مجلس الأكاديمية المركزي للقضاة لتقرير الفائزين. بالرغم من ذلك، وطبقًا للمخرج الأمريكي كينج فيدور، فإن التصويت على جائزة الأكاديمية لأفضل فيلم كان في أيدي مؤسسي أكاديمية فنون وعلوم الصور المتحركة دوجلاس فيربانكس، وسيد غرومان، وماير، وماري بيكفورد، وجوزيف شينك.

## المراسم
أُقيم الحفل في 16 مايو 1929، في فندق هوليوود روزفيلت، الواقع في لوس أنجلوس، كاليفورنيا. وتألّف من مأدبة عشاءٍ خاصٍّ مكونةٍ من ستٍّ وثلاثين طاولةً لتناول الطعام. حضور الحفل كانوا 280 شخصًا، وكانت قيمة تذكرة الحفل خمسة دولاراتٍ أمريكيّة (ما يعادل $75٫36 في 2020). وصل الممثلون والممثلات إلى الفندق في سياراتٍ فاخرةٍ، حيث كان العديد من المعجبين متواجدين لتشجيع المشاهير. لم يُبثّ الحفل على الإذاعة أو التلفزيون، وكان دوجلاس فيربانكس رئيس أكاديمية فنون وعلوم الصور المتحركة هو المُضيف، طوال الحدث الذي كانت مدّته خمسة عشر دقيقةً.

## الفائزون والمرشحون
أُعلنت أسماء الفائزين قبل ثلاثة أشهر من المراسم. مُتلقو الجوائز كانوا: أميل جانينجز، الذي تلقّى الجائزة الافتتاحية الأولى لأفضل ممثل (المهمة الأخيرة و طريق اللحم)؛ جانيت جاينور لجائزة أفضل ممثلة (السماء السابعة، و ملاك الشارع، وقصة بشريين)؛ فرانك بورزيج لجائزة أفضل مخرج، دراما (السماء السابعة)؛ لويس مايلستون لجائزة أفضل مخرج، كوميديا (فارسان عربيان)؛ وفيلم أجنحة لجائزة أفضل فيلم (الفيلم الأكثر كُلفةً في وقته). وُزّعت جائزتان خاصّتان لكلٍّ من: تشارلي تشابلن، لترشُّحه لأكثر من جائزةٍ عن فيلمٍ واحدٍ (أفضل ممثل وأفضل كاتب وأفضل مخرج، كوميديا وأفضل فيلم؛ جميعها عن فيلم السيرك) وقد تمت إزالته من القائمة للاعتراف بجميع مساهماته في صناعة السينما؛ ووارنر بروذرز، لإنتاجها أوّل فيلمٍ مُتحدّثٍ (مغني الجاز). أُلغيت ثلاث فئاتٍ في احتفالات توزيع الجائزة اللاحقة وهي: أفضل تأثيرات هندسيّة، وأفضل كتابة عنوان، وأفضل إنتاج فريد وإبداعي. تلقّى أكبر مُنتجي الأفلام غالبيّة الجوائز وهم: مؤسسة أفلام فوكس، ومترو غولدوين ماير، وباراماونت بيكتشرز، وراديو كيث أوفيام ووارنر بروذرز للإنتاج.

### الجوائز
الجدول التالي يُبيّن الفائزين والمُرشّحين ووضعت أسماء الفائزين أولاً إلى جانب علامة .
| أفضل فيلم - لوسيان هاوبرد عن باراماونت بيكتشرز – جناحان - هوارد هيوز عن شركة كادو – الجلبة - ويليام فوكس عن مؤسسة أفلام فوكس – السماء السابعة | الإنتاج الفريد والإبداعي - ويليام فوكس عن مؤسسة أفلام فوكس – قصة بشريين - ميرين كوبر وإرنست بي. شودساك عن باراماونت بيكتشرز – تشانغ: دراما البرية - إيرفينج ثالبرج عن مترو غولدوين ماير – الحشد |
| أفضل مخرج، فيلم كوميديا - لويس مايلستون – فارسان عربيان - تيد وايلد – سبيدي                                                                   | أفضل مخرج، فيلم دراما - فرانك بورزيج – السماء السابعة - هربرت برينن – سوريل والابن - كينج فيدور – الحشد                                                                                         |
| أفضل ممثل - أميل جانينجز – المهمة الأخيرة و طريق اللحم - ريتشارد بارثمليس – حبل المشنقة و فتى الجلد اللامع                                    | أفضل ممثلة - جانيت جاينور – السماء السابعة, ملاك الشارع وقصة بشريين - لويز دريسر – السفينة آتية - غلوريا سوانسون – سيدي تومسون                                                                  |
| أفضل كتابة، قصة أصلية - العالم السفلي – بن هشت - المهمة الأخيرة – لاجوس بيرو                                                                  | أفضل كتابة، سيناريو مقتبس - السماء السابعة – بينجمن غلاسين - بيتسي الكريم – أنتوني كولدوي - مغني الجاز – ألفريد أ. كون                                                                          |
| أفضل تصوير سينمائي - قصة بشريين – تشارز روشر وكارل ستروس - راقص الشيطان – جورج بارنز - اللهب السحري – جورج بارنز - سيدي تومسون – جورج بارنز   | أفضل إخراج فني - اليمامة و العاصفة – ويليام كاميرون منزيس - السماء السابعة – هاري أوليفر - قصة بشريين – روشوس جليسي                                                                             |
| أفضل تأثيرات هندسيّة - أجنحة – روي بامبروي - (لا فيلم محدد) – رالف هامراس - (لا فيلم محدد) – نوجينت سلوتر                                      | أفضل كتابة، كتابة عنوان - الطاحونة الحمراء – جوزيف فارنام - اللهب السحري – جورج ميريون الابن - حياة هيلي الطروادية الخاصة – جيرالد دافي                                                         |

### الجوائز الفخرية
- تشارلي تشابلن
  - «لبراعته وعبقريته في تمثيل وكتابة وإخراج وإنتاج فيلم السيرك».[3]
- وارنر برذرز للإنتاج
  - «لإنتاج فيلم مغني الجاز، الفيلم المُتحدّث المُتميّز الرائد، والذي أحدث ثورةً في الصناعة».[3]

### الترشيحات والجوائز المتعددة
| الترشيحات | الفيلم         |
| --------- | -------------- |
| 5         | السماء السابعة |
| 4         | قصة بشريين     |
| 2         | الحشد          |
| 2         | سيدي تومسون    |
| 2         | أجنحة          |
| 2         | المهمة الأخيرة |

| الجوائز | الفيلم         |
| ------- | -------------- |
| 3       | السماء السابعة |
| 3       | قصة بشريين     |
| 2       | أجنحة          |

## معرض الصور

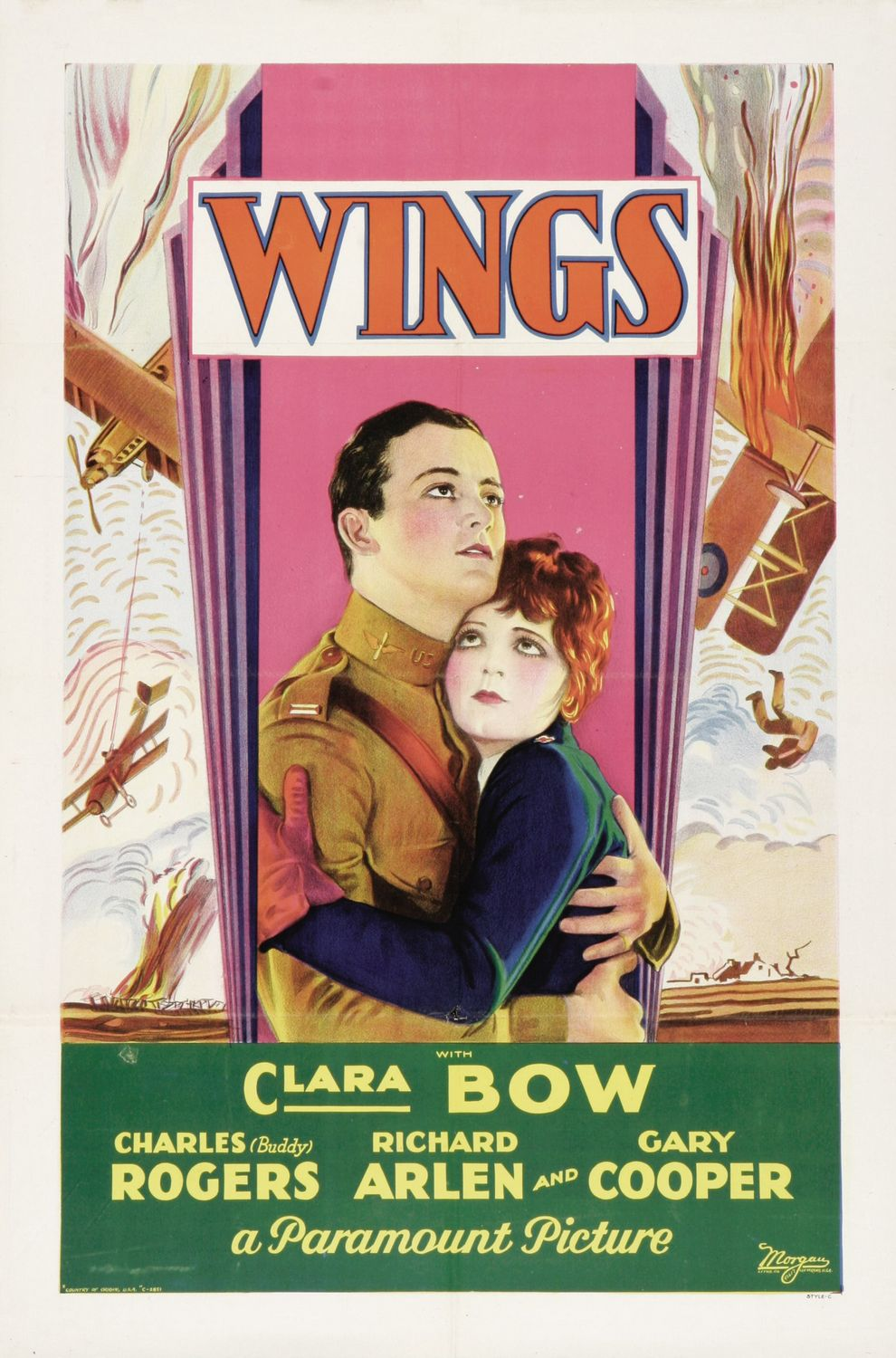
يُعدّ فيلم أجنحة حسب وسائل الإعلام أوّل فيلمٍ يفوز بجائزة الأوسكر لأفضل فيلم. أيضًا فاز بجائزة أفضل تأثيراتٍ هندسيّة.
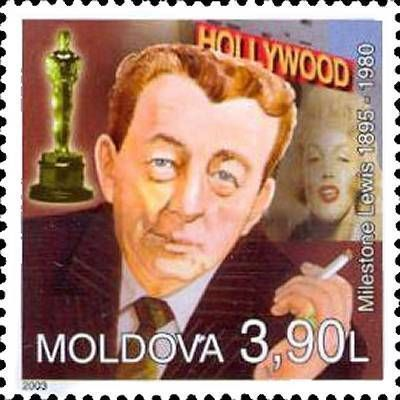
لويس مايلستون، أفضل مخرج، كوميديا
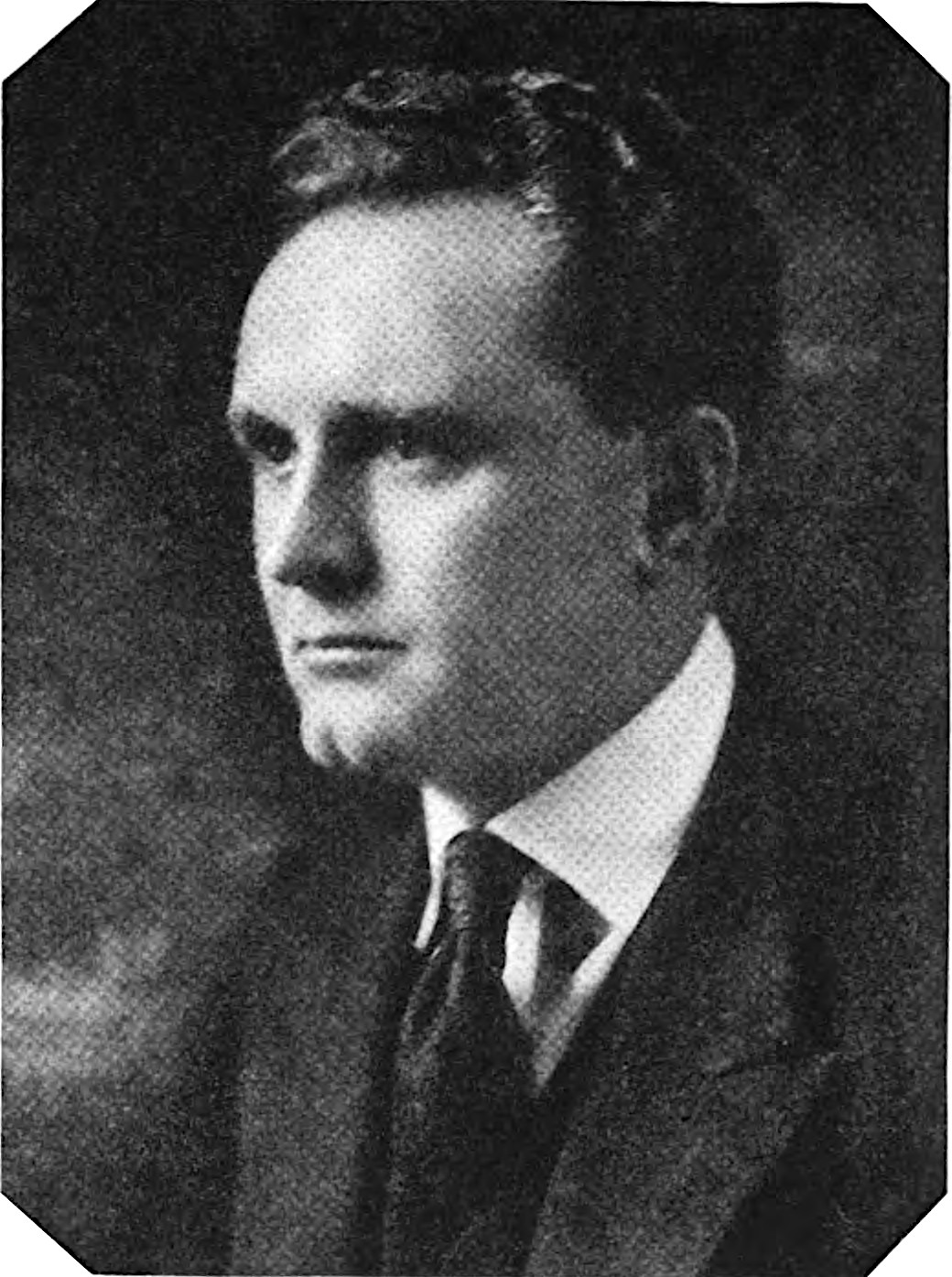
فران بروزيج، أفضل مخرج، دراما
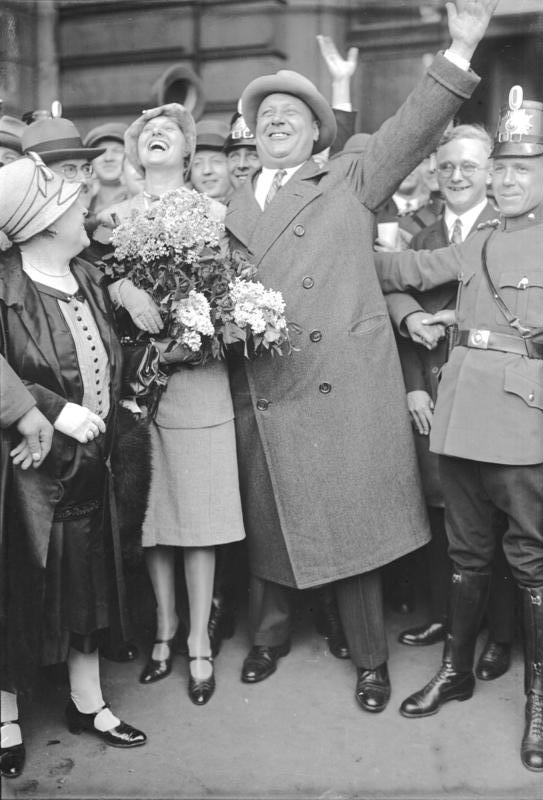
أميل جانينجز، أفضل ممثل

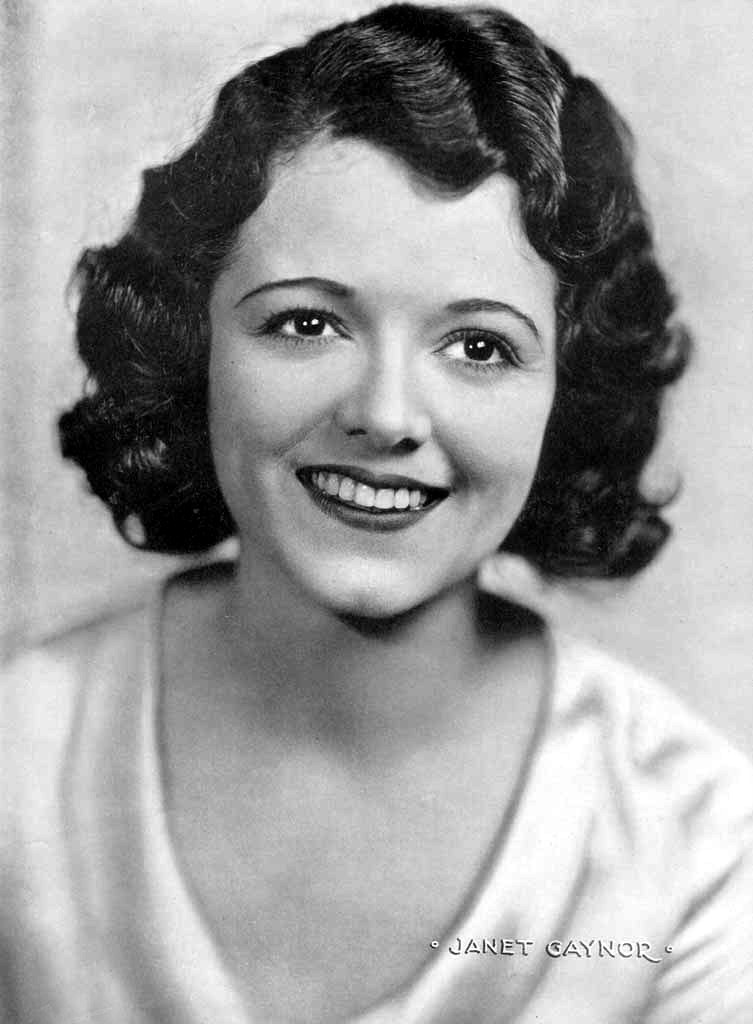
جانيت جاينور، أفضل ممثلة
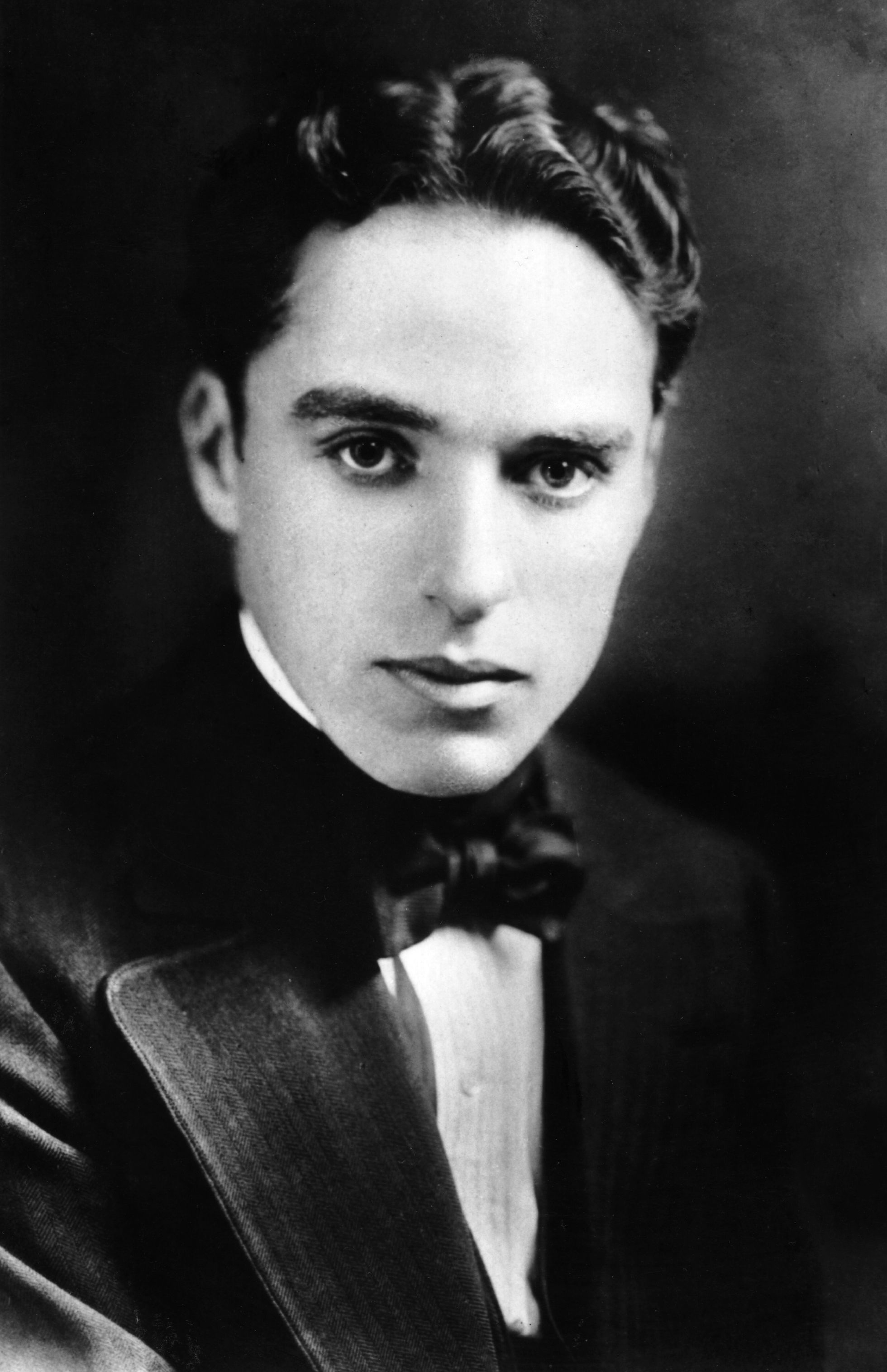
تشارلي تشابلن، الجائزة الفخرية
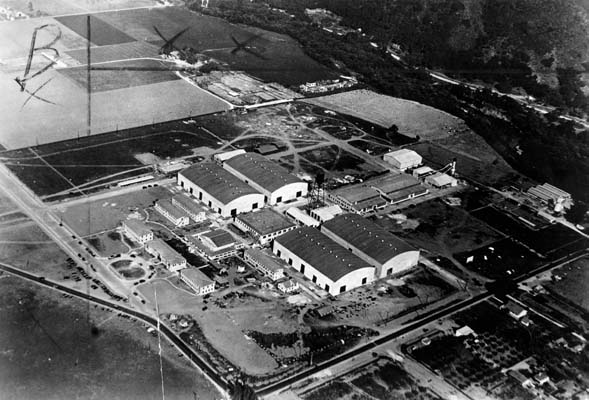
وارنر برذرز للإنتاج، الجائزة الفخرية. في الصورة تظهر استديوهات فيرست ناشيونال التابعة للشركة، والواقعة في بربانك، كاليفورنيا سنة 1928.

## وصلات خارجية
- حفل توزيع جوائز الأوسكار الأول على موقع IMDb (الإنجليزية)
- الموقع الرسمي لجوائز الأكاديمية.
- الموقع الرسمي لأكاديمية فنون وعلوم الصور المتحركة.
- قناة جوائز الأوسكار على موقع يوتيوب (تُديره أكاديمية فنون وعلوم الصور المتحركة).
- مقتطفات فيديو من أكاديمية فنون وعلوم الصور المتحركة.